# Viesturs Meijers
Viesturs Meijers (ur. 5 grudnia 1967 w Limbaži, zm. 9 listopada 2024) – łotewski szachista, arcymistrz od 2004 roku.

## Kariera szachowa
Pierwsze sukcesy na arenie międzynarodowej zaczął odnosić w drugiej połowie lat 90. XX wieku. W 1995 triumfował w otwartym turnieju w Darms, natomiast w 1996 zwyciężył w Leutersdorf oraz zajął II m. (za Thomasem Lutherem) w St. Ingbert. W kolejnych latach podzielił I m. w openach w Bad Wildbad (1997, wraz z Normundsem Miezisem), Essen (1999, wraz z Romualdem Mainką) oraz w Wiesbaden (2000, wraz z m.in. Wiaczesławem Ikonnikowem). Również w 2000 r. zanotował duży sukces, zdobywając tytuł indywidualnego mistrza Łotwy, natomiast w 2002 w finałowym turnieju zajął II miejsce, zdobywając srebrny medal. W 2002 podzielił również I m. (wraz z Witalijem Koziakiem) w Sautron. W 2004 zwyciężył w Brakel oraz w Saint-Affrique, w 2005 podzielił I m. w kolejnych openach rozegranych w Schwäbisch Gmünd (wspólnie z m.in. Siergiejem Fiedorczukiem), Cattolicy (z Borysem Czatałbaszewem), La Fere (z Wadimem Małachatko) i Condomie (z Siergiejem Fiedorczukiem), natomiast w 2006 r. zwyciężył w Schneebergu, wynik ten powtarzając w następnym roku. Również w 2007 r. zwyciężył w Friedrichrodzie, Deizisau i Bad Harzburgu, podzielił I m. w Schwäbisch Gmünd (wspólnie z  Jopem Delemarre, Siergiejem Kaliniczewem i Władimirem Burmakinem oraz podzielił II m. w Pradze (za Nikołajem Ninowem, wspólnie z Radoslavem Dolezalem), w następnym roku w tym mieście zwyciężając (wspólnie z Saptarshim Royem Chowdhury). W 2008 r. podzielił również I m. (wspólnie z Terwelem Serafimowem) w Chamalieres oraz zwyciężył w Asyżu. W 2013 r. podzielił I m. (wspólnie z Ehsanem Ghaemem Maghamim) w Bad Ragaz.
W latach 2000–2006 trzykrotnie reprezentował swój kraj na szachowych olimpiadach, a w 2001 roku w drużynowych mistrzostwach Europy.
Najwyższy ranking w dotychczasowej karierze osiągnął 1 stycznia 2006 r., z wynikiem 2529 punktów zajmował wówczas 3. miejsce (za Danielem Fridmanem i Edvinsem Kengisem)) wśród łotewskich szachistów.